# Jijona
Jijona (en valenciano y cooficialmente Xixona) es un municipio español situado en el interior de la provincia de Alicante, en la Comunidad Valenciana, España. Famoso por su producción de turrón, tanto de la variedad de Jijona como la de Alicante. Cuenta con 7307 habitantes (INE 2024).

## Geografía
Integrado en la comarca de Campo de Alicante, se sitúa a 28 kilómetros de la capital provincial. El término municipal está atravesado por las carreteras CV-800 (antigua N-340), que une Alicante con Alcoy, CV-774, que se dirige hacia Busot, CV-780, que permite la comunicación con Torremanzanas y CV-810, que conecta con Tibi. En su término municipal se encuentra el puerto de la Carrasqueta, paso natural de la carretera hacia Alcoy situado a una altitud de 1020 metros.
El relieve del municipio es montañoso, definido por sierras pertenecientes al Sistema Subbético, salvo en el sureste, donde se abre el Campo de Alicante. En la zona montañosa destacan la Penya Migjorn al oeste (1226 metros), la sierra del Cuartel al noroeste (1036 metros), la sierra de la Carrasqueta al norte y noreste, que alcanza los 1200 metros de altitud, la Sierra Galiana al este (929 metros), la Serra de Almaens al sureste (696 metros) y la Serra Grossa al sur (530 metros). Por la parte suroeste del término pasa el río Montnegre, que proveniente del pantano de Tibi se dirige hacia la Huerta de Alicante. La altitud oscila entre los 1226 metros (Peña Migjorn), al oeste, y los 190 metros a orillas del río Montnegre. El caso urbano se encuentra enclavado en las faldas de la Peña Roja, a 443 metros sobre el nivel del mar.
| Noroeste: Ibi y Castalla | Norte: Alcoy                                      | Noreste: Torremanzanas |
| Oeste: Tibi              |                                                   | Este: Relleu           |
| Suroeste: Tibi           | Sur: San Vicente del Raspeig y Alicante (exclave) | Sureste: Busot         |

## Clima
Tiene un clima mediterráneo seco con inviernos frescos y veranos calurosos. Las precipitaciones son muy escasas, muestra de ello el paisaje subdesértico que posee, con malpaís, ramblas... Puede sufrir la gota fría en otoño, siendo las épocas más lluviosas la primavera y el otoño. Su paisaje se puede considerar como un subdesierto.
| Parámetros climáticos promedio de Jijona/Xixona en el periodo 1961-2003                                                                        | Parámetros climáticos promedio de Jijona/Xixona en el periodo 1961-2003 | Parámetros climáticos promedio de Jijona/Xixona en el periodo 1961-2003 | Parámetros climáticos promedio de Jijona/Xixona en el periodo 1961-2003 | Parámetros climáticos promedio de Jijona/Xixona en el periodo 1961-2003 | Parámetros climáticos promedio de Jijona/Xixona en el periodo 1961-2003 | Parámetros climáticos promedio de Jijona/Xixona en el periodo 1961-2003 | Parámetros climáticos promedio de Jijona/Xixona en el periodo 1961-2003 | Parámetros climáticos promedio de Jijona/Xixona en el periodo 1961-2003 | Parámetros climáticos promedio de Jijona/Xixona en el periodo 1961-2003 | Parámetros climáticos promedio de Jijona/Xixona en el periodo 1961-2003 | Parámetros climáticos promedio de Jijona/Xixona en el periodo 1961-2003 | Parámetros climáticos promedio de Jijona/Xixona en el periodo 1961-2003 | Parámetros climáticos promedio de Jijona/Xixona en el periodo 1961-2003 |
| Mes | Ene.                                                                    | Feb.                                                                    | Mar.                                                                    | Abr.                                                                    | May.                                                                    | Jun.                                                                    | Jul.                                                                    | Ago.                                                                    | Sep.                                                                    | Oct.                                                                    | Nov.                                                                    | Dic.                                                                    | Anual                                                                   |
| --- | ----------------------------------------------------------------------- | ----------------------------------------------------------------------- | ----------------------------------------------------------------------- | ----------------------------------------------------------------------- | ----------------------------------------------------------------------- | ----------------------------------------------------------------------- | ----------------------------------------------------------------------- | ----------------------------------------------------------------------- | ----------------------------------------------------------------------- | ----------------------------------------------------------------------- | ----------------------------------------------------------------------- | ----------------------------------------------------------------------- | ----------------------------------------------------------------------- |
| Temp. máx. media (°C) | 12.8                                                                    | 13.5                                                                    | 15.3                                                                    | 18.2                                                                    | 22.1                                                                    | 26.4                                                                    | 30                                                                      | 30.4                                                                    | 26.6                                                                    | 22.2                                                                    | 16.9                                                                    | 13.7                                                                    | 20.7                                                                    |
| Temp. media (°C) | 7.9                                                                     | 8.4                                                                     | 10.2                                                                    | 13.1                                                                    | 16.5                                                                    | 20.6                                                                    | 23.7                                                                    | 24.2                                                                    | 21.2                                                                    | 16.7                                                                    | 12.1                                                                    | 9                                                                       | 15.3                                                                    |
| Temp. mín. media (°C) | 2.9                                                                     | 3.3                                                                     | 5.1                                                                     | 7.9                                                                     | 10.8                                                                    | 14.8                                                                    | 17.3                                                                    | 18                                                                      | 15.8                                                                    | 11.2                                                                    | 7.3                                                                     | 4.2                                                                     | 9.9                                                                     |
| Precipitación total (mm) | 29                                                                      | 35                                                                      | 35                                                                      | 42                                                                      | 28                                                                      | 16                                                                      | 7                                                                       | 15                                                                      | 37                                                                      | 58                                                                      | 33                                                                      | 26                                                                      | 361                                                                     |
| Fuente: Ministerio de Agricultura, Alimentación y Medio Ambiente. Datos de precipitación y de temperatura para el periodo 1961-2003 en Jijona. |                                                                         |                                                                         |                                                                         |                                                                         |                                                                         |                                                                         |                                                                         |                                                                         |                                                                         |                                                                         |                                                                         |                                                                         |                                                                         |

## Historia
Los primeros indicios de vida humana en el término municipal de Jijona se remontan a la Edad de Bronce (2000-1300 a. C.). La época ibérica marca la culminación de la ocupación del territorio en la Edad Antigua, de la cual hemos de resaltar los grandes poblados de Santa Bárbara y de la Solaneta de Nuches. En esta época el nombre actual de la ciudad empieza a tomar forma, ya que parece ser era conocida como "Uxonig" (Valle del hierro).
La época paleoandalusí se caracteriza por la existencia de un poblamiento rural disperso, asentado en altura y en las proximidades de una importante vía de comunicación entre los acuíferos de Alecua y Nutxes, del que solo se han encontrado sus enterramientos, en los yacimientos de l'Altet, Mas dels Constantins y Cotelles.
El actual emplazamiento de la ciudad se remonta a la época almohade, entre finales del siglo XII y comienzos del siglo XIII, siendo el núcleo originario el castillo. 
Se trata de una ciudad históricamente marcada por su condición fronteriza, ya que desde el Tratado de Almizra (1244) se la consideró plaza límite de la Corona de Aragón con la de Castilla. Población árabe llamada Sexona, que presentaba un castillo almohade del que aún quedan las ruinas, fue conquistada a mediados del siglo XIII, y el 28 de abril de 1268 se le concedió el título de villa real y pasó a tener representantes en las Cortes del Reino de Valencia. En 1337 participó en las Cortes de Valencia convocadas por Pedro IV, rey que se preocupó especialmente de fortificar su castillo en 1338, previendo una invasión musulmana que no se produjo.
En la guerra entre los dos Pedros, cayó en 1364 en manos de Pedro I, llamado en la posterioridad «el Cruel» por sus detractores y «el Justo» o «el Justiciero» por sus partidarios, rey de Castilla, para ser de nuevo reconquistada por Pedro IV el Ceremonioso, quien contó con la ayuda de gentes naturales de Penáguila, Alcoy y Cocentaina, pasando a formar parte de nuevo de la Corona de Aragón.
Durante el siglo XV, Jijona amplió su jurisdicción mediante la adquisición a sus señores feudales de los lugares de Ibi y Torremanzanas. Ibi permaneció bajo la jurisdicción de Jijona desde 1420 hasta 1629, mientras que Torremanzanas lo hizo desde 1472 a 1794. 
Durante la Guerra de Sucesión, fue una villa marcadamente proborbónica, por lo que opuso una fuerte resistencia a las tropas del archiduque Carlos, que asediaron Jijona y obligaron a los habitantes a la rendición en el año 1706. Sin embargo, la población que consiguió huir a las montañas realizó una contraofensiva que terminó con la conquista de la plaza en el 1707. Gracias a su lealtad a Felipe V, este le otorgó a Jijona los títulos de Ciudad y de leal y fidelísima en 1708 así como la concesión de añadir a sus armas una flor de lis. A partir de ese año fue capital del Corregimiento del mismo nombre, el cual comprendía a las ciudades de Jijona y Elche y las villas de Castalla, Biar, Tibi, Ibi y Onil, y los lugares de Torremanzanas, Salinas y Benejama. El Corregimiento de Jijona fue suprimido definitivamente en 1833, con la división provincial.
Por su importancia histórica, el municipio fue dotado de una gran extensión municipal, por lo que Jijona conserva el quinto mayor término municipal de la provincia de Alicante. De su municipio se segregaron durante el siglo XVIII el pueblo de Torremanzanas y el pequeño lugar de La Sarga, en el norte del término; este último volvió a unirse a Jijona unos años después.

## Geografía humana

### Demografía
Cuenta con una población de 7307 habitantes (INE 2024).
| Gráfica de evolución demográfica de Jijona entre 1842 y 2021 |
| |
| Población de derecho según los censos de población del INE Población de hecho según los censos de población del INEEn estos censos se denominaba Jijona: 1842, 1857, 1860, 1877, 1887, 1897, 1900, 1910, 1920, 1930, 1940, 1950, 1960, 1970 y 1981 |

### Economía
Tradicionalmente, la economía jijonenca se ha basado en una dualidad entre la producción y comercialización de helados en verano y la de turrón en invierno, complementada por la agricultura de secano, en la cual destacaba el cultivo del almendro, cuyo fruto es materia prima para el turrón. Durante los siglos XIX y XX, ha sido natural que durante gran parte del año muchos jijonencos se encontrasen repartidos por toda España o incluso Cuba y otras partes de Iberoamérica vendiendo sus helados y turrones. Existen muchas marcas artesanas y fábricas de turrón. 
Aunque el desarrollo de la economía de la ciudad hoy en día sigue basándose en sus turrones y helados, conocidos en el mundo entero, la fábrica más importante en la localidad es propiedad de Procter & Gamble, fabricante de marcas de higiene íntima.

## Administración y política
|                                               |         |                               |       |         |            |            |
| Elecciones municipales del 24 de mayo de 2015 |         |                               |       |         |            |            |
| Partido                                       | Partido | Candidato                     | Votos | Votos   | Concejales | Concejales |
| Partido Socialista del País Valenciano-PSOE   |         | Isabel López Galera           | 1 628 | 42,44 % | 6          | 2          |
| Més Xixona:Acord Ciutadà                      |         | Joan de Déu Martínes Llinares | 755   | 19,68 % | 3          | 3          |
| Partido Popular                               |         | María Fuensanta Galiana López | 514   | 13,40 % | 2          | 1          |
| Ciudadanos                                    |         | Javier Gutiérrez Martín       | 421   | 10,97 % | 1          | 1          |
| Compromís                                     |         | Joan Arques Galiana           | 280   | 7,30 %  | 1          | 1          |
| Fuente: Ministerio del Interior (España).     |         |                               |       |         |            |            |

| Periodo   | Nombre                                     | Partido      |
| --------- | ------------------------------------------ | ------------ |
| 1979-1983 | Fernando Galiana Carbonell                 | IND          |
| 1983-1987 | Luis Garrigós Oltra                        | IND          |
| 1987-1991 | Antonio Bernabeu Gómez                     | PSPV-PSOE    |
| 1991-1995 | Antonio Bernabeu Gómez                     | PSPV-PSOE    |
| 1995-1999 | Luis Garrigós Oltra Rosa María Verdú Ramos | PSPV-PSOE PP |
| 1999-2003 | Rosa María Verdú Ramos                     | PP           |
| 2003-2007 | Rosa María Verdú Ramos                     | PP           |
| 2007-2011 | Ferran Verdú Monllor                       | PSPV-PSOE    |
| 2011-2015 | Ferran Verdú Monllor                       | PSPV-PSOE    |
| 2015-2019 | Isabel López Galera                        | PSPV-PSOE    |
| 2019-2023 | Isabel López Galera                        | PSPV-PSOE    |
| 2023-act. | Isabel López Galera                        | PSPV-PSOE    |

En las elecciones de 1995 PP y PSOE quedaron en un empate técnico respecto al número de concejales, aunque las elecciones las ganó el partido popular. Esto obligó al PP a pactar con el CIX (independentistas de Xixona). A mitad de legislatura el PSOE pactó con el CIX y arrebataron la alcaldía al PP, que ganó por mayoría simple en 1999, sacando 6 de los 13 concejales del ayuntamiento. Actualmente, gobierna el PSOE con mayoría simple.

## Monumentos y lugares de interés
- Castillo de la Torre Grossa. Edificio de interés arquitectónico.
- Convento Franciscano de la Virgen de Orito. Edificio de interés arquitectónico.
- Ermita de Santa Bárbara. Edificio de interés arquitectónico.
- Iglesia de Santa María. Edificio de interés arquitectónico.
- Iglesia arciprestal de la Virgen de la Asunción: iglesia construida entre el siglo XVI y el siglo XVII. En 1971 sufrió un incendio que destruyó la decoración barroca que tenía y la reconstrucción del altar se basó en los gustos del siglo XX. Destaca el campanario de piedra de planta cuadrada que está rematada con un chapitel piramidal de teja vidriada verde y blanca.
- Museo del Turrón, donde se conservan recuerdos de la familia Sirvent Selfa fundadora de las marcas El Lobo y 1880.

## Fiestas
Se celebran fiestas de moros y cristianos en agosto. En octubre hay otras fiestas de Moros y Cristianos llamadas "Fiestas de los Heladores", ya que están hechas para los heladores que en verano trabajan.
Las fiestas patronales de la localidad, de Moros y Cristianos, se celebran en agosto, en el fin de semana más cercano al día 24, San Bartolomé, copatrono de Jijona junto a San Sebastián.